# Uncharted: The Lost Legacy
Uncharted: The Lost Legacy é um jogo eletrônico de ação-aventura desenvolvido pela Naughty Dog e publicado pela Sony Interactive Entertainment. É um título derivado da série Uncharted e uma expansão autônoma de Uncharted 4: A Thief's End, tendo sido lançado exclusivamente para PlayStation 4 em agosto de 2017. Na história, os jogadores controlam Chloe Frazer, uma caçadora de tesouros que parte à procura da lendária Presa de Ganexa nas montanhas da Índia no meio de uma guerra civil com a ajuda da ex-mercenária Nadine Ross. The Lost Legacy é jogado a partir de uma perspectiva em terceira pessoa e incorpora diversos elementos de plataforma e controle de veículos na navegação pelos diferentes ambientes. Os jogadores usam armas de fogo, combate corpo a corpo e furtividade a fim de combaterem inimigos e solucionarem quebra-cabeças.
O desenvolvimento de The Lost Legacy começou em 2016, logo depois da finalização de A Thief's End, inicialmente como um conteúdo para download para o jogo original. A equipe explorou diversas possibilidades de história, escolhendo por criar uma experiência mais condensada que pudesse ser criada e lançada em pouco tempo. Vários possíveis protagonistas foram contemplados até Chloe e Nadine serem escolhidas. A história de The Lost Legacy se foca em uma região geográfica específica e suas particularidades de filosofia e cultura, diferentemente de títulos anteriores que focaram-se em figuras história, pois os desenvolvedores tiveram menos tempo para realizarem pesquisas. A equipe da Naughty Dog conseguiu aprimorar seus processos de produção com o objetivo de permitir a criação de áreas de exploração maiores do que em jogos anteriores.
The Lost Legacy foi anunciado oficialmente em dezembro de 2016 na PlayStation Experience. O título foi bem recebido pela crítica especializada, com elogios sendo direcionados particularmente para seu projeto de jogo, caracterização de personagens, boas interações entre Chloe e Nadine e o roteiro em geral, com as principais críticas se focando em sua grande similaridade com a jogabilidade A Thief's End e pouca inovação em relação a seus predecessores. Críticos também consideraram que o jogo era uma prova que a franquia Uncharted poderia continuar sem a presença de Nathan Drake, o protagonista de todos os títulos anteriores. Teve um bom desempenho comercial, vendendo ao todo mais duas milhões de unidades mundialmente. The Lost Legacy também venceu e foi indicado a diversos prêmios, além de ter aparecido em várias listas de melhores jogos do ano.

## Jogabilidade
Nenhuma grande novidade foi revelada sobre a jogabilidade, apenas que Chloe tem um modo de combate mano a mano diferente do de Nathan Drake, mas também usa o cenário a seu favor. Também foi mostrado o uso de gazuas para abrir portas específicas e smartphone que dá informações sobre a missão.

## Enredo
Na Índia, a caçadora de tesouros Chloe Frazer procura pela lendária Presa de Ganexa. Este era o filho do deus hindu Xiva que perdeu sua presa enquanto defendia o templo de seu pai. O próprio pai de Chloe fora morto por bandidos enquanto procurava pela presa. Ela se infiltra em território de insurgentes indianos e se encontra com a mercenária Nadine Ross. As duas conseguem entrar no escritório de Asav, o líder dos insurgentes que deseja usar a presa para levar a Índia para uma guerra civil. Chloe e Nadine roubam um mapa que afirma que a presa está escondida dentro do antigo território do Império Hoysala, além de um disco antigo que serve como chave.
As duas rumam para os Gates Ocidentais e seguem as pistas de várias torres adornadas com armas hindus: o tridente de Ganexa, o arco de Xiva e o machado de Paraxurama, que foi usado para remover a presa. Chloe e Nadine encontram a cidade antiga de Halebidu, uma das capitais dos hoysala, que fora capturada pelos persas. Elas percebem que o último rei dos hoysala deixou uma trilha falsa a fim de enganar invasores e que a presa está na verdade em Belur, sua antiga capital. As duas acabam emboscadas pelas forças de Asav e perdem o disco. Nadine descobre que seu antigo adversário Samuel "Sam" Drake é o especialista liderando as investigações de Asav. Chloe revela que ela estava trabalhando com Sam antes dele desaparecer. Nadine fica furiosa e abandona Chloe, porém as duas mais tarde fazem as pazes.
Elas conseguem entrar em Belur, porém são capturadas por Asav, que força Chloe a usar o disco para revelar a localização da presa. No processo ela descobre que Ganexa permitiu que Paraxurama cortasse sua presa; Ganexa tinha lhe presenteado com o machado e não queria envergonhar seu pai ao fazer a arma parecer inútil. Asav leva a presa embora e deixa Chloe, Nadine e Sam para morrerem afogados, porém os três conseguem escapar. Eles caçam Asav, apesar da tensão entre Nadine e Sam, com a primeira ficando furiosa ao descobrir que a Shoreline, a antiga companhia mercenária da qual era a líder, está trabalhando com Asav.
Asav trocou a presa com a Shoreline a fim de conseguir uma bomba, que ele planeja detonar no centro de uma cidade e assim finalmente iniciar a guerra civil que tanto deseja. Os três recuperam a presa e alcançam o trem carregando a bomba, enfrentando os homens de Asav. Chloe e Sam conseguem mudar os trilhos da ferrovia e assim desviar o trem para longe da cidade, com Chloe retornando para o trem e enfrentando Asav junto com Nadine. Elas conseguem escapar do trem e deixar Asav e a bomba caírem de uma ponte destruída. As duas decidem fazer uma parceria e doar a presa para o Ministério da Cultura indiano, algo que horroriza Sam.

## Desenvolvimento
Originalmente a equipe chegou a pensar em Uncharted 5, mas com o time todo focado em The Last of Us Part II então deixaram de lado para que ele pudesse ser lançado mais cedo. Eles também estavam cientes de que teriam que começar algo novo já que a história de Nathan foi encerrada em Uncharted 4.
A equipe da Naughty Dog tentou várias ideias até chegar no conceito final com Chloe e Nadine. Até cogitaram Sully, mas por ser velho não teria tanta agilidade, teriam que explorá-lo e sua juventude ainda como marinheiro, mas logo descartaram por não se encaixar na premissa da série. Conjuntamente, Charlie Cutter foi considerado, inclusive fazendo equipe com Sullivan. Até Samuel Drake teve storylines criadas com os demais personagens masculinos. Também chegaram a pensar em Cassie Drake, filha do até então protagonista da série, Nathan Drake. Mas acharam cedo demais para isso e não ficaria bem uma adolescente portando uma arma. Com todas essas ideias descartadas, Chloe era a opção óbvia por fãs reclamarem de sua falta no jogo anterior e ser uma das favoritas.
No entanto os diretores consideraram em que Drake fizesse alguma aparição como personagem secundário, mas todas as ideias se tornaram superflúas e logo desconsideradas.
O conceito inicial era de fazer um jogo com escopo e duração como The Last of Us: Left Behind. No entanto no desenvolvimento da história e com os novos personagens perceberam que tinham que fazer algo maior, que o gênero de Uncharted precisa de algo grande para poder se desenvolver livremente.